# CS Sănătatea Servicii Publice Cluj
Clubul Sportiv Sănătatea Servicii Publice Cluj, cunoscut sub numele de Sănătatea Cluj, este un club de fotbal profesionist din Cluj-Napoca, România, care evoluează în prezent în Liga a III-a. 
S-a înființat în anul 1986, sub denumirea "Clubul Sportiv Sănătatea Cluj-Napoca", din inițiativa unor oameni devotați fenomenului fotbalistic, avându-l în frunte pe Vasile Moldovan ca organizator și antrenor, și pe dr. Dumitru Predescu - președinte al secției de fotbal, clubul activând la nivelul municipiului Cluj-Napoca și având dorința de a dezvolta mișcarea sportivă în rândul angajaților Direcției Sanitare a Județului Cluj. Printre primii jucători ai "Sănătații Cluj", îi putem enumera pe David Borza, Eugen Perde, Sergiu Dascăl, Ioan Abrudan, Dănuț Radu, Ilisie Dascăl precum si juniorii Cristian Fărcășan, Sandor Balint și alții.
Echipa a evoluat în campionatul Ligii a IV-a a județului Cluj până în anul 2005 când a reușit performanța de a promova în Liga a III-a fiind în acest moment singura echipă din Cluj care activează în acest eșalon fotbalistic al României. Culorile clubului sunt alb-verde, iar galeria se intitulează "Virușii Verzi".

## Imn
| Versurile Imnului CS SANATATEA CLUJ |
| --- |
| Sănătatea, Sănătatea, Sănătatea, eaeae Hai cântați și voi, Campionii suntem Noi, Sănătatea e ole ole Pentru Noi nu exista locul Doi Stim sa învingem și sa luptam Noi avem un Nume, îl Meritam Am arătat ca dacă vrei poți Sănătatea Maxima este pentru toți Sănătatea, eaeae Hai cântați și voi, Campionii suntem Noi, Sănătatea e ole ole Pentru Noi nu exista locul Doi Inca o data sa ne Cinstim, Sănătatea Campioana ii tot ce ne dorim, Ai fost cea mai buna și o sa ramai, Sănătatea Noastră e mereu pe Locul Întâi Sănătatea, eaeeae Hai cântați și voi, Campionii suntem Noi, Sănătatea e ole ole Pentru Noi nu exista locul Doi Sănătatea, eaeae Hai cântați și voi, Campionii suntem Noi, Sănătatea e ole ole Pentru Noi nu exista locul Doi Versuri și coloana sonora: Sandi Deac (Desperado) |

## Palmares
Cea mai mare performanță a clubului este accederea echipei în optimile de finală ale Cupei României în sezonul 2007-2008 după ce a avut următorul parcurs:
- Faza I: Someșul Ileanda - Sănătatea Servicii Publice Cluj 1-4;
- Faza II: Minerul Iara - Sănătatea Servicii Publice Cluj 1-2;
- Faza III: Victoria Carei - Sănătatea Servicii Publice Cluj 1-2;
- Faza IV: Sănătatea Servicii Publice Cluj - Gaz Metan Mediaș 1-0;
- Faza V: Sănătatea Servicii Publice Cluj - Unirea Alba Iulia 3-2;
- 16-imi: Sănătatea Servicii Publice Cluj - UTA Arad 1-0;
- 8-imi: Sănătatea Servicii Publice Cluj - Dinamo București 0-4;

Echipa a fost de asemenea premiată cu medalia Surpriza Cupei României în sezonul 2007-2008.

## Parcursul competițional
| Sezon   | Nivel | Divizie                     | Loc | Cupa României |
| ------- | ----- | --------------------------- | --- | ------------- |
| 2024–25 | 3     | Liga a III-a (Seria a X-a)  | TBD | Faza grupelor |
| 2023–24 | 3     | Liga a III-a (Seria a X-a)  | 9   |               |
| 2022–23 | 3     | Liga a III-a (Seria a IX-a) | 9   |               |
| 2021–22 | 3     | Liga a III-a (Seria a IX-a) | 6   |               |
| 2020–21 | 3     | Liga a III-a (Seria a IX-a) | 8   |               |
| 2019–20 | 3     | Liga a III-a (Seria a V-a)  | 11  | Optimi        |
| 2018–19 | 3     | Liga a III-a (Seria a V-a)  | 5   |               |
| 2017–18 | 3     | Liga a III-a (Seria a V-a)  | 7   | Șaisprezecimi |
| 2016–17 | 3     | Liga a III-a (Seria a V-a)  | 3   |               |
| 2015–16 | 3     | Liga a III-a (Seria a V-a)  | 6   |               |

| Sezon   | Nivel | Divizie                     | Loc | Cupa României |
| ------- | ----- | --------------------------- | --- | ------------- |
| 2014–15 | 3     | Liga a III-a (Seria a V-a)  | 12  |               |
| 2013–14 | 3     | Liga a III-a (Seria a V-a)  | 9   | Șaisprezecimi |
| 2012–13 | 3     | Liga a III-a (Seria a V-a)  | 9   |               |
| 2011–12 | 3     | Liga a III-a (Seria a VI-a) | 11  | Șaisprezecimi |
| 2010–11 | 3     | Liga a III-a (Seria a VI-a) | 8   |               |
| 2009–10 | 3     | Liga a III-a (Seria a VI-a) | 11  | Șaisprezecimi |
| 2008–09 | 3     | Liga a III-a (Seria a VI-a) | 9   |               |
| 2007–08 | 3     | Liga a III-a (Seria a VI-a) | 14  | Optimi        |
| 2006–07 | 3     | Liga a III-a (Seria a V-a)  | 10  |               |
| 2005–06 | 3     | Divizia C (Seria a VIII-a)  | 3   |               |

## Conducerea clubului
- Președinte:  Dr. Aurelian Ghișa;
- Director Executiv:  Dr. Zaharie Ioan Sechel;
- Director imagine:  Mihai Szabo;
- Director relații media:  Cristian Huiet;
- Director competiții:  Nelu Bozdocș
- Antrenor principal:  Ovidiu Rațiu;
- Antrenor Secund:  Gheorghe Soldea.

## Meciuri istorice
- Sănătatea Servicii Publice Cluj - Gaz Metan Mediaș 1-0
- Sănătatea Servicii Publice Cluj - UTA Arad 1-0
- Sănătatea Servicii Publice Cluj - Unirea Alba Iulia 3-2
- Sănătatea Servicii Publice Cluj - Universitatea Cluj 1-0
- Sănătatea Servicii Publice Cluj - FC Dinamo București 0-4
- Sănătatea Servicii Publice Cluj - FC Timișoara 0-7
- Sănătatea Servicii Publice Cluj - FC Bihor Oradea 1-0
- Sănătatea Servicii Publice Cluj - FC Steaua București 1-6
- Sănătatea Servicii Publice Cluj - Viitorul Constanța 1-0
- Sănătatea Servicii Publice Cluj - FC Farul Constanța 1-1

## Lot de jucători 2007-2008

### Portari
- Sabin Pîglișan
- Călin Corujan
- Andrei Todoran

### Jucători de câmp
- Alin Cazan
- Paul Simon
- Călin Timicer
- Rareș Hoca
- Horică Gabor
- Alin Albu
- Mihai Miron
- Gavrilă Molnar
- Andrei Mureșan
- Radu Zah
- Marinica Cristian Namol
- Alin Moise
- Alexandru Vasile
- Marian Manole
- Razvan Neacsu
- Eduard Ciobanu
- Ionut Stoica
- Valentin Costache
- Klaus Ivan (patron-jucător)
- Cirjan Darius (căpitan)
- Catalin Iordan
- Iulian Neacsu

## Alte cluburi de fotbal din Cluj-Napoca
- CFR Cluj
- Clujana Cluj-Napoca
- Ferar Cluj
- U Cluj